# Узник крепости Зенда (фильм, 1952)

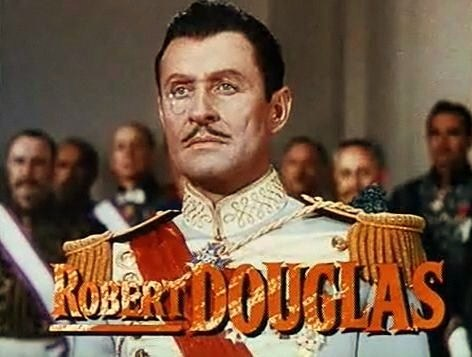
Роберт Дуглас в фильме «Узник крепости Зенда». 1952

«Узник крепости Зенда» (англ. The Prisoner of Zenda) — это киноверсия 1952 года одноименного классического романа Энтони Хоупа и ремейк одноименного фильма 1937 года. Фильм был снят на киностудии Metro-Goldwyn-Mayer режиссером Ричардом Торпом.  

Сценарий, приписываемый Ноэлю Лэнгли, был почти дословно идентичен тому, который использовался в одноименном фильме режиссера Джона Кромвелла и Вуди Ван Дайка 1937 года, сценарий которого написал Джон Л. Балдерстоун, по роману Энтони Хоупа и сценической пьесы Эдварда Роуза, с дополнительными диалогами Дональда Огдена Стюарта.
Звезды фильма Стюарт Грейнджер, Дебора Керр и Джеймс Мэйсон (вместе с Луи Кэлхерн, Робертом Дугласом, Джейн Грир и Робертом Кутом).
Музыка Альфреда Ньюмана, написанная к фильму 1937 года, была адаптирована Конрадом Сэлинджером, поскольку Ньюман не участвовал в работе над этим фильмом. Художественное руководство - Седрик Гиббонс и Ханс Питерс, а дизайн костюмов - Уолтер Планкетт.
В немых фильмах «Узник Зенды» 1913 года снимались Джеймс К. Хакетт и Беатрис Бекли, а в фильме «Узник Зенды» 1922 года - Льюис Стоун и Элис Терри. В комедийной версии «Узник Зенды» 1979 года снялись Питер Селлерс и Линн Фредерик.